# Pascale Casanova
  Pascale Casanova    (Tours, 14 de febrer de 1959 - 20è districte de París, 29 de setembre de 2018) fou una investigadora i crítica literària francesa.
Entre 1997 i 2010 va dirigir un programa sobre literatura, L'Atelier littéraire, a l'emissora France Culture. També va treballar com a professora visitant a la Universitat Duke.
És coneguda per la seva tesi sobre la «República mundial de les lletres». Les seves investigacions es van centrar en la constitució del camp literari internacional i l'anàlisi dels textos literaris en tant que posicions i objectes de lluita a l'espai mundial. Els seus treballs van continuar la via oberta pel sociòleg Pierre Bourdieu inscrivint el joc de les estructures formals, tals que els paradigmes estètics, en un informe dinàmic, contextualitzant-los en l’àmbit històric.

## Obra destacada
- La republique mondiale des lettres, Paris: Éditions du Seuil, 1999. ISBN 9782757809983, OCLC 277230262
- Kafka en colère: essai, Paris: Seuil, DL 2011. ISBN 9782021046731, OCLC 780284447